# Illois
Illois är en kommun i departementet Seine-Maritime i regionen Normandie i norra Frankrike. Kommunen ligger i kantonen Aumale som tillhör arrondissementet Dieppe. År 2022 hade Illois 391 invånare.

## Befolkningsutveckling
Antalet invånare i kommunen Illois
| Referens: INSEE |